# GNU Parted
GNU Parted(PARTition과 EDitor 두 단어의 결합)는 자유 파티션 편집기의 하나로서, 파티션을 만들거나 삭제하기 위해 사용된다. 새로운 운영 체제를 위한 공간을 만들거나 하드 디스크 드라이브의 사용량을 재정비하거나 하드 디스크 간 데이터를 복사하거나 디스크 이미지를 만드는데 유용하다. Andrew Clausen과 Lennert Buytenhek이 개발하였다.
libparted라는 라이브러리, 명령 줄 프런트엔드, parted(참조 구현체 역할도 함)가 포함되어 있다.
2013년 기준으로 GNU Parted는 리눅스와 GNU/허드에서만 실행된다.

## 제한
Parted는 한때 파티션 내에서 파일 시스템의 조작만을 지원하였다.(생성, 이동, 크기 조절, 복사) 이 지원은 버전 3.0에서 제거되었다.

## 같이 보기
- fdisk
- cfdisk
- gpart
- GParted
- 마스터 부트 레코드